# Альхаферия
Альхафери́я (исп. Palacio de la Aljafería) — укреплённый дворец (замок) мавританского периода в Сарагосе, воссозданный усилиями реконструкторов во второй половине XX века.

## История

### Столица государства тайфа
После распада Кордовского халифата на его обломках возникло несколько независимых мелких государств, одним из них в XI веке была тайфа Сарагосы. Город сделали столицей. Правители государства были втянуты в военные конфликты, что побудило к политическому союзу с католическими княжествами Испании. Последний правитель мавританской Сарагосы Абд-аль-Малик Имад ад-Даула отрёкся от власти и признал превосходство Альфонсо І Арагонского. Он стал сторонником политики Альфонсо I, а его армия участвовала в военных действиях на стороне христианского Арагона.

### Дворец и крепость

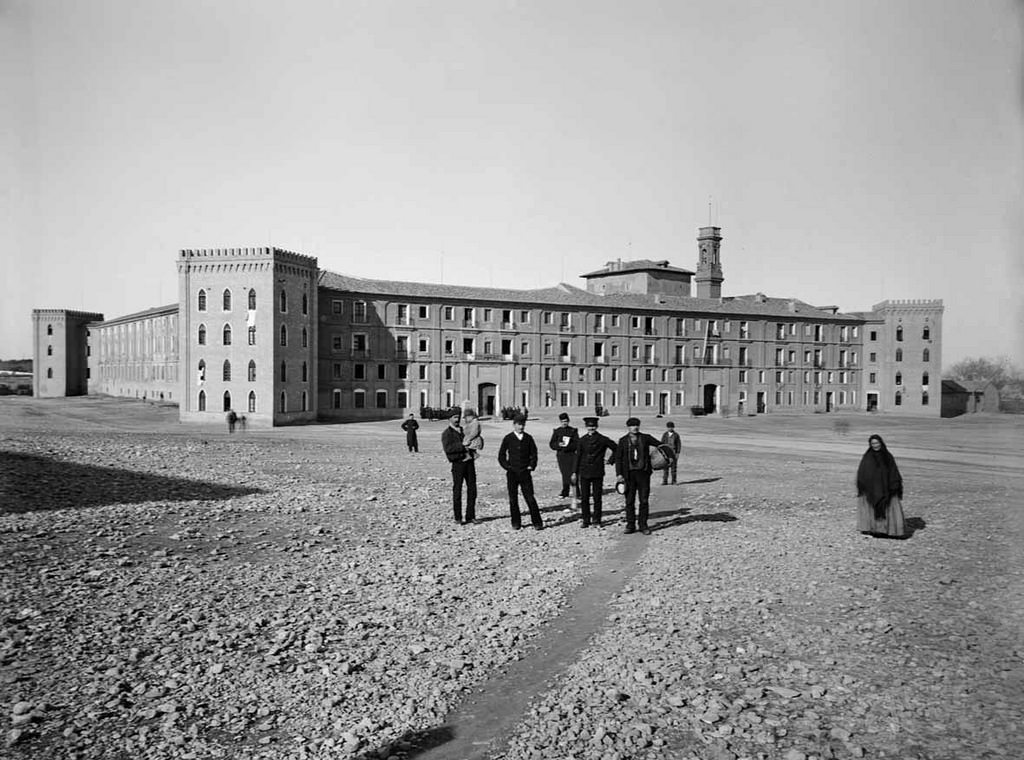
Состояние до начала реконструкции

Крепость с дворцом были построены в короткий период независимости и расцвета мавританского государства тайфа Сарагосы во 2-й половине XI века. Это была резиденция правителя Бану Худ (Banu Hud). Несмотря на независимость, Бану Худ признавал политическое превосходство соседнего христианского государства и платил дань. В 1118 году город Сарагоса был захвачен христианским войском и стал столицей королевства Арагон. За короткий период мавританской независимости там и были созданы дворец и крепость Альхаферия, которые достаточно хорошо сохранились до XX века.
Древнейшая часть крепости — Башня Трубадура. Два её нижних этажа были построены в IX веке, а достроена она была в X веке.
Своё название башня получила в XIX веке, когда испанец Антонио Гарсия Гутьеррес написал драму «Трубадур», действие которой происходило в Альхаферии. Драму переделали в либретто оперы, музыку к которой создал итальянец Джузеппе Верди в 1853 году.
Помещения крепости, украшенные в мавританском стиле, были приспособлены под дворец католических королей в 1492 году. Часть зданий реконструировали в 1593 году с целью усиления обороноспособности. В годы войны за независимость (1808—1814) от наполеоновский войск крепость была повреждена.
Значительные восстановительные работы и реставрация были проведены во второй половине XX века. Помещения приспособили под Кортесы (парламент) и заседания законодательной палаты Арагона.

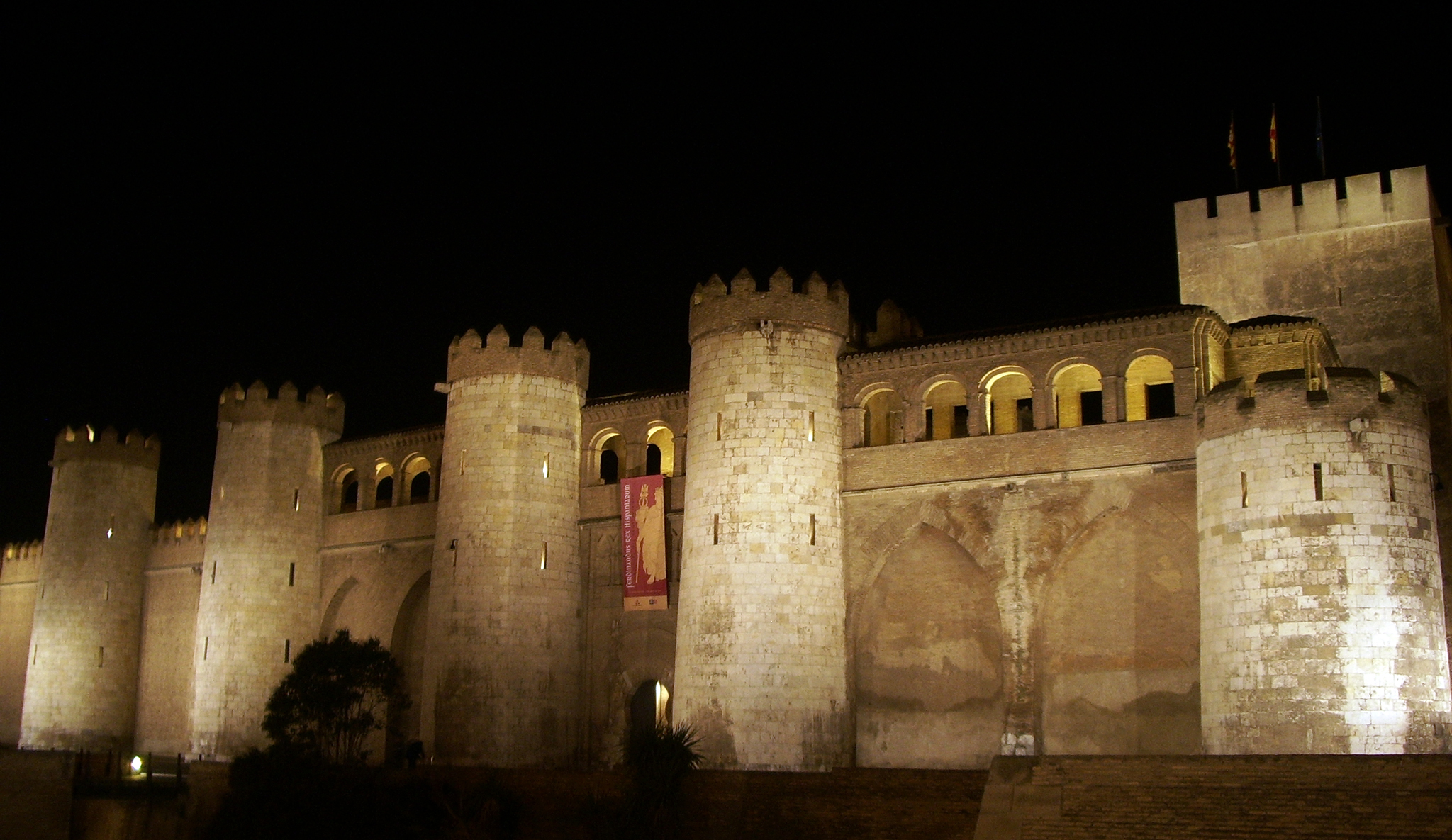
Альхаферия ночью
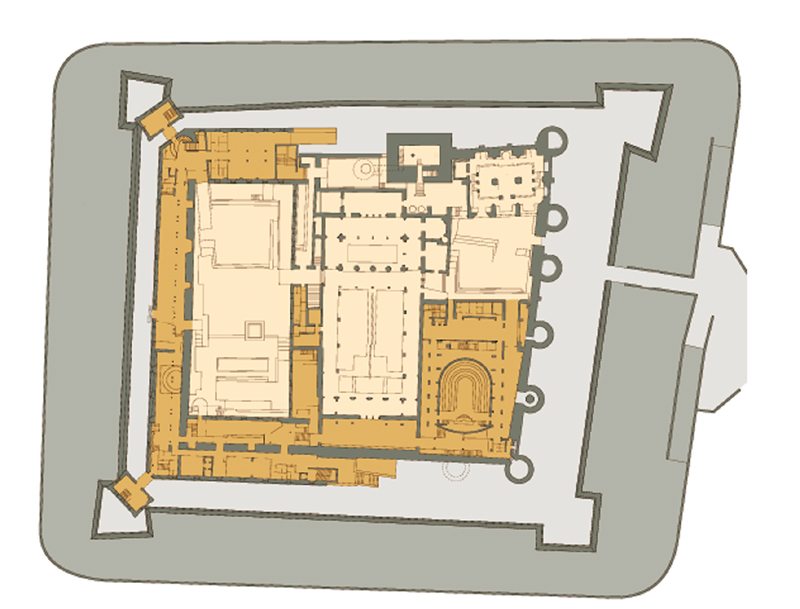
План крепости и дворца (тёмным цветом обозначены рвы, стены и башни)
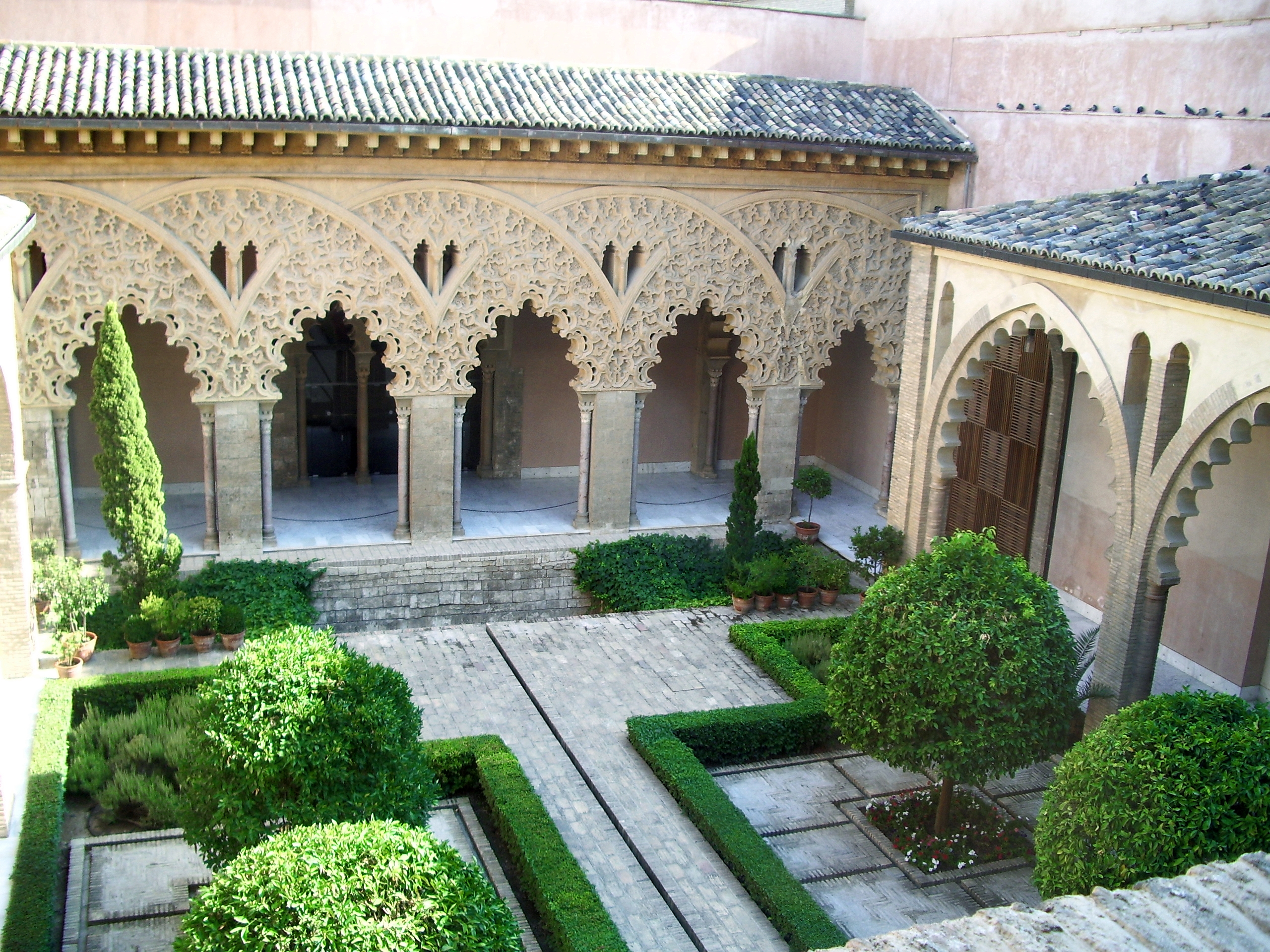
Дворик Санта-Исабель после реставрации
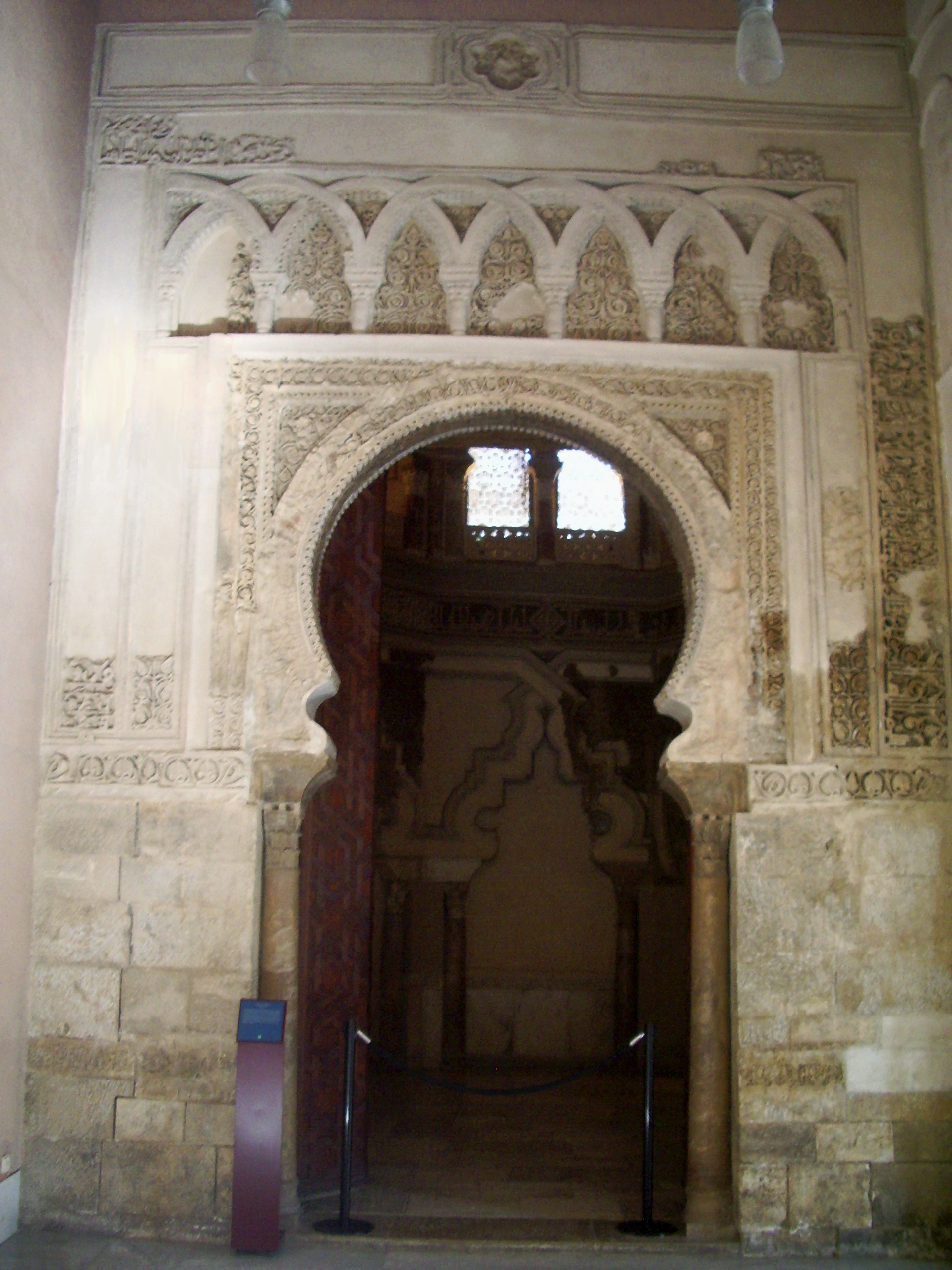
Портал бывшей мечети
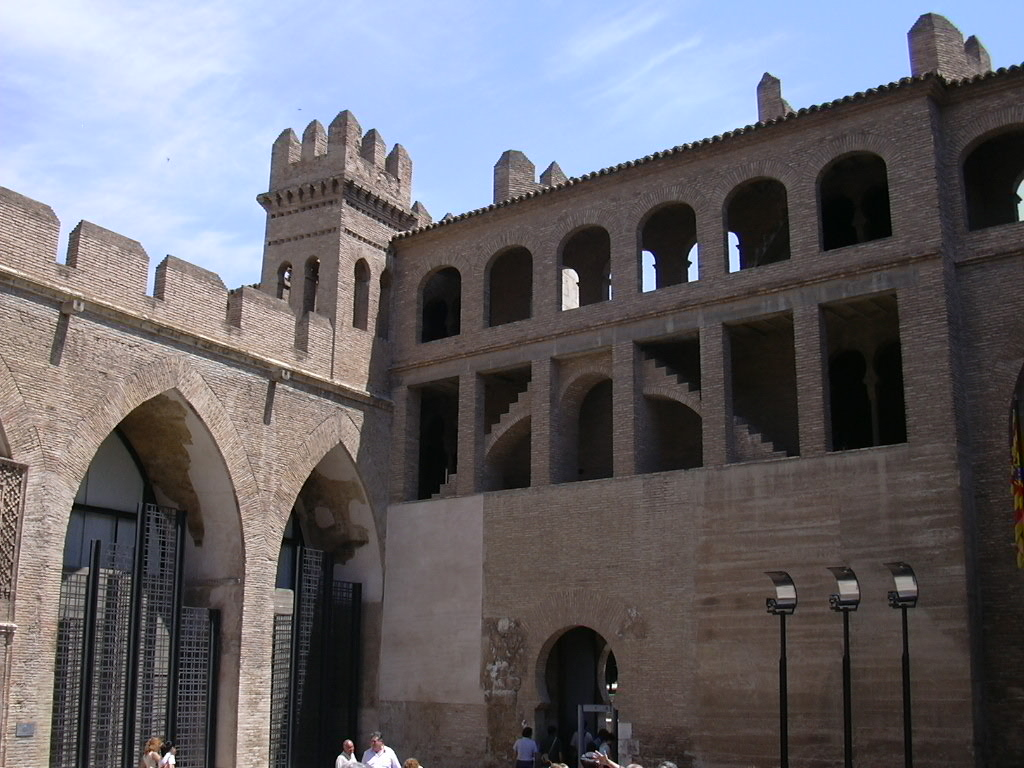
Двор Сан-Мартин (дворик на входе)
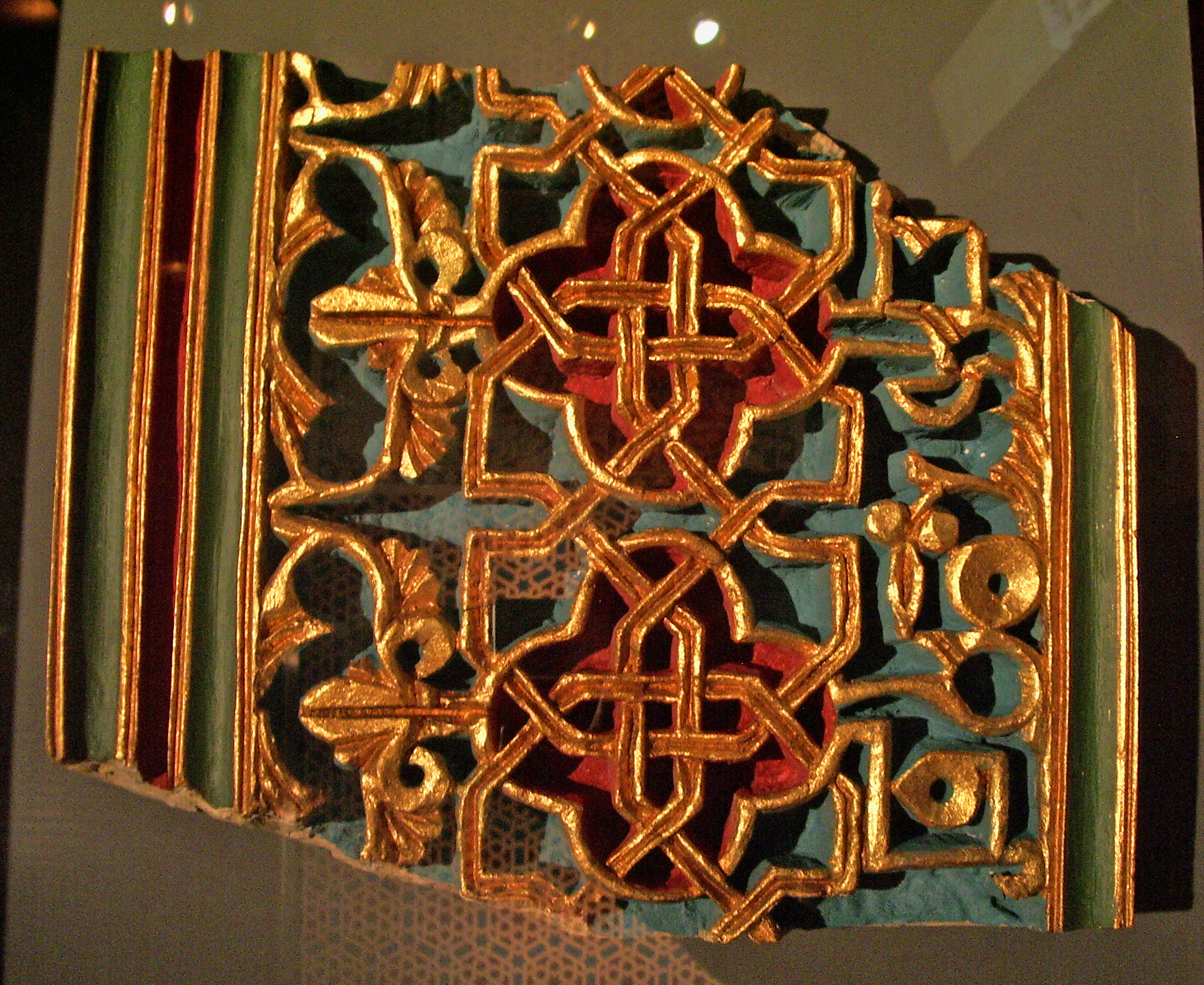
Часть полихромной панели мавров